# Amaravati (Andhra Pradesh)
Amaravati (telugu అమరావతి), també coneguda com a Amara Ishwara, Dharamikotta, o Dipal Dinna, és una vila de la riba del riu Krishna al districte de Guntur, a Andhra Pradesh, Índia.

## Història
La vila actual es troba a prop de Dharamkotta, que fou la capital dels satavahanes que van governar la zona als segles ii i iii, després de la caiguda de l'Imperi maurya. El viatger xinès Hiuen Tsiang l'anomenà To-na-kie-tse-kia (639) i llavors feia uns 100 anys que estava deserta; és probablement la Rahmi dels àrabs. Després de la desaparició del budisme es va imposar el culte a Xiva. Després dels Satavahana van seguir els Andhra Ikxvakus i després els Pal·lava. Posteriorment la zona va estar en mans dels Txalukia i dels Chola. Més tard, pertanyé als reis Kota, que foren sotmesos pels Kakatiya al segle xi.

## Stupa
Al segle xix a la vora d'Amaravati es va trobar una antiga i important stupa budista del segle ii aproximadament. Aquesta stupa ha donat fama a la zona.
El 1877 s'hi van fer importants excavacions a la stupa d'Amaravati i les zones circumdants. Gran part de les troballes es poden veure exposades al Museu Madras, Chennai i al Museu Nacional de Nova Delhi.